# 上主音
上主音（じょうしゅおん 英: Supertonic）は、全音階の主音から2度上の音、第ⅱ度音を指す。ハ長調ではレ、イ短調ではシの音である。